# Donkere toonhaai
De donkere toonhaai (Mustelus canis), ook wel hondshaai is een haai uit de familie van de gladde haaien.

## Natuurlijke omgeving
De donkere toonhaai komt voor in het westen van de Atlantische Oceaan, van Massachusetts tot Florida (Verenigde Staten), het noorden en westen van de Golf van Mexico, Venezuela, Cuba, Jamaica, Barbados, Bermuda, Bahama's, Aruba en de Nederlandse Antillen, Suriname en van het zuiden van Brazilië tot het noorden van Argentinië. Ook komt de haai voor in Canada.

## Ondersoorten
De donkere toonhaai kent één ondersoort, de *Mustelus canis insularis - Heemstra, 1997, die voorkomt bij diverse Caribische eilanden.

## Synoniemen
- Allomycter dissutus - Manday, 1972[12]
- Squalus canis - Mitchill, 1815[2]

Mustelus albipinnis · Australische toonhaai (Mustelus antarcticus) · Gevlekte toonhaai (Mustelus asterias) · Grijze toonhaai (Mustelus californicus) · Donkere toonhaai (Mustelus canis) · Scherpsnuittoonhaai (Mustelus dorsalis) · Gestreepte toonhaai (Mustelus fasciatus) · Egale toonhaai (Mustelus griseus) · Bruine toonhaai (Mustelus henlei) · Kleinoogtoonhaai (Mustelus higmani) · Brakwatertoonhaai (Mustelus lenticulatus) · Sikkelvintoonhaai (Mustelus lunulatus) · Stervlektoonhaai (Mustelus manazo) · Gespikkelde toonhaai (Mustelus mento) · Dwergtoonhaai (Mustelus minicanis) · Arabische toonhaai (Mustelus mosis) · Toonhaai (Mustelus mustelus) · Floridatoonhaai (Mustelus norrisi) · Witvlektoonhaai (Mustelus palumbes) · Zwartvlektoonhaai (Mustelus punctulatus) · Mustelus ravidus · Smalsnuittoonhaai (Mustelus schmitti) · Golf Van Mexico Toonhaai (Mustelus sinusmexicanus) · Mustelus stevensi · Mustelus walkeri · Gebochelde toonhaai (Mustelus whitneyi) · Mustelus widodoi